# L'Esprit diabolique
Pour plus de détails, voir Fiche technique et Distribution.
L'Esprit diabolique (titre original : Voodoo Man) est un film d'horreur américain réalisé par William Beaudine et sorti en 1944 avec Bela Lugosi, George Zucco et John Carradine.

## Synopsis
Le docteur Richard Marlowe emploie une combinaison de rite vaudou et de suggestion hypnotique pour essayer de réanimer sa belle épouse, plongée dans le coma, en transférant les essences de la vie de plusieurs jeunes filles malchanceuses qu'il a enlevées et emprisonnées dans un cachot sous son manoir. Fidèle à son image de vampire, le mythe personnel de Lugosi est ici utilisé pour renforcer l'aspect légendaire du voodoo.

## Fiche technique
- Autre titre : The Tiger Man (titre de travail)
- Réalisation : William Beaudine
- Scénario : Robert Charles, d'après son histoire
- Musique et direction musicale : Edward Kay
- Producteurs : Jack Dietz et Sam Katzman
- Producteur associé : Barney A. Sarecky
- Société de production : Banner Productions et Monogram Pictures
- Photographie : Marcel Le Picard
- Direction artistique : Dave Milton
- Montage : Carl Pierson
- Assistant réalisateur : Arthur Hammond
- Technicien du son : Glen Glenn
- Cascadeur : George DeNormand
- Pays de production :  États-Unis
- Format : Noir et Blanc - 35 mm - Spherical
- Genre : Film d'horreur
- Durée : 62 minutes
- Langue : anglais
- Date de sortie :
  - États-Unis : 21 février 1944
- Tous publics

## Distribution
- Bela Lugosi : Dr.Richard Marlowe
- John Carradine : Toby
- George Zucco : Nicholas
- Wanda McKay : Betty Benton
- Louise Currie : Stella Saunders
- Tod Andrews (sous le nom de Michael Ames) : Ralph Dawson
- Ellen Hall : Mrs. Evelyn Marlowe
- Terry Walker : Alice
- Mary Currier : Mrs. Benton
- Claire James : Zombie
- Henry Hall : Shérif
- Dan White : Député Elmer
- Pat McKee : Grego
- Mici Goty : Marie - aide de ménage
- Dorothy Bailer : fille kidnappée
- Pat Costello : Mission Bum
- George DeNormand : Policier
- George Eldredge : Det. Thompson
- John Ince : S.K. - le Producteur
- Edward Keane (en) : District Attorney
- Ethelreda Leopold : fille kidnappée
- Ralph Littlefield : Sam
- Theodore Lorch : Mission Bum playing Gin Rummy
- Charles McAvoy : Policier
- Walter McGrail : Coroner
- Dennis Moore : Policier

## Anecdotes
- Accroches/slogans sur l'affiche du film : " Les trois experts des films d'horreur de la Monogram dans un nouveau thriller sensationnel" et " Vous n'oserez pas le regarder dans les yeux".
- Film tourné en 7 jours.
- Des scènes de ce film apparaissent dans le film documentaire sur Bela Lugosi "Lock Up Your Daughters" (1951)
- Bela Lugosi incarnait déjà un médecin qui tente de sauver sa femme dans une production Monogram Le Voleur de cadavres (The Corpse Vanishes) de Wallace Fox en 1942.
- Le studio Monogram Pictures avait déjà réuni le trio Bela Lugosi, George Zucco et John Carradine dans le film Return of the Ape Man de Phil Rosen en 1944.
- Bela Lugosi a tourné trois autres films avec William Beaudine : The Ape Man (1943), Ghosts on the Loose (1943) et Bela Lugosi Meets a Brooklyn Gorilla (1952), les deux premiers pour le même studio Monogram Pictures.
- Bela Lugosi et George Zucco ont tourné un troisième film ensemble : Scared to Death (1947) de Christy Cabanne.
- George Eldredge accompagne Bela Lugosi dans six autres films de 1941 à 1968.

## Histoire
Dans ce film du studio Monogram Pictures de 1944, le Dr Marlowe, incarné par Bela Lugosi, cherche à réanimer l'esprit de sa femme tombée dans le coma depuis une vingtaine d'années.
Pour ce faire, il utilise un curieux dispositif, censé isoler une certaine essence de vie chez d'innocentes victimes, qu'il pense pouvoir injecter à son épouse dans une opération relevant autant de l'expérience scientifique que de la cérémonie vaudou.
Dans son entourage, on tente bien un peu de le dissuader au nom de l'acharnement thérapeutique, mais le savant obstiné attribue ses échecs successifs au fait que les jeunes filles n'étaient pas sur le même axe mental que son épouse.
Et d'entasser les victimes devenues de parfaites zombies dans ses caves, gardées par John Carradine, n'hésitant pas à en faire des tonnes.
Un pur produit de la Monogram Pictures s'évertuant à exploiter dans les années 1940 ce qui fonctionnait dans les années 1930. Et pour pallier le manque d'inspiration, elle réunit ici trois vedettes du film d'épouvante de l'époque : Bela Lugosi, George Zucco et John Carradine. Du cabotinage à la puissance trois.